# TVXQ
I TVXQ (stilizzato TVXQ!) sono una boy band sudcoreana, formatasi a Seul nel 2003.
Lanciati dalla SM Entertainment come quintetto, i TVXQ hanno presto ottenuto successo in patria grazie agli album bestseller Tri-Angle (2004) e Rising Sun (2005), e sono saliti alla ribalta internazionalmente con "O"-Jung.Ban-Hap. (2006) e Mirotic (2008); da quest'ultimo è stata tratta la hit omonima, considerata da Rolling Stone una delle canzoni migliori mai pubblicate da una boy band. Nel 2009 sono stati coinvolti in una disputa legale con la casa discografica, in seguito alla quale i membri Jaejoong, Yoochun e Junsu hanno abbandonato il gruppo, che ha proseguito come duo con Changmin e Yunho.
Nei loro primi dieci anni di carriera hanno venduto oltre 10 milioni di dischi, e sono riconosciuti tra i principali contributori all'hallyu, con Billboard che li ha definiti "la famiglia reale del K-pop".

## Etimologia
TVXQ è l'acronimo del cinese Tong Vfang Xien Qi (東方神起S, Dōng fāng shén qǐP). In patria sono conosciuti come DBSK, acronimo del nome coreano Dong Ban Shin Ki (동방신기?, Dongbansin-giLR), mentre in Giappone come Tohoshinki (東方神起?, Tōhōshinki). Tutte le varianti del loro nome significano "Gli dei dell'est in ascesa".

## Storia

### 2003-2005: debutto e primi anni
I TVXQ vengono formati nel 2003 dalla SM Entertainment come quintetto composto da Xiah Junsu, U-Know Yunho, Hero Jaejoong, Micky Yoochun e Max Changmin. La loro prima apparizione pubblica avviene il 26 dicembre di quell'anno ad uno showcase di BoA e Britney Spears, dove cantano una versione a cappella di O Holy Night con BoA e la loro canzone di debutto Hug. Il singolo esce ufficialmente il 14 gennaio 2004; viene seguito da un altro singolo, The Way U Are, a giugno, e dall'album Tri-Angle a ottobre, entrambi nella top 10 dei dischi più venduti dell'anno. In autunno la SM Entertainment e la Rhythm Zone, un'etichetta dell'Avex Group, decidono di lanciare il gruppo in Giappone: a novembre esce quindi la versione in inglese di Hug per il mercato nipponico, ma non riscuote i risultati sperati. I TVXQ vengono pertanto rinominati Tohoshinki e nell'aprile 2005 si trasferiscono nell'arcipelago per pubblicare e promuovere il loro singolo di debutto in giapponese Stay with Me Tonight, cui fa seguito Somebody to Love a luglio. Di nuovo, le attività giapponesi non creano però il successo desiderato dall'agenzia.
In Corea del Sud, nel frattempo, i TVXQ lanciano il secondo album, Rising Sun, che ottiene immediatamente la prima posizione in classifica e diventa il quarto disco più venduto del 2005, con oltre 222.472 copie. In ottobre fanno il loro debutto come attori nella sesta stagione della sitcom Nonstop. La band termina l'anno pubblicando in Giappone il terzo singolo, My Destiny, mentre in Corea un singolo in collaborazione con i Super Junior dal titolo Show Me Your Love. In quello stesso anno, ricevono il premio come Miglior video musicale per la canzone Rising Sun all'M.net KM Music Video Festival.

### 2006-2007: tour giapponesi e"O"-Jung.Ban.Hap
I TVXQ iniziano il 2006 con il Rising Sun The 1st Asia Tour. La band, oltre che in Corea del Sud, si esibisce anche in Cina, Thailandia e Malaysia, primi artisti coreani a tenere un concerto in quest'ultimo Paese. Tra febbraio e marzo recitano in sette episodi della serie Banjeon geukjang, dopodiché pubblicano il primo album giapponese Heart, Mind and Soul. Per promuovere il disco, debuttato al 25º posto della classifica settimanale Oricon con 9.554 copie vendute, il gruppo organizza, da maggio a giugno, il 1st Live Tour 2006: Heart, Mind and Soul in giro per il Paese.

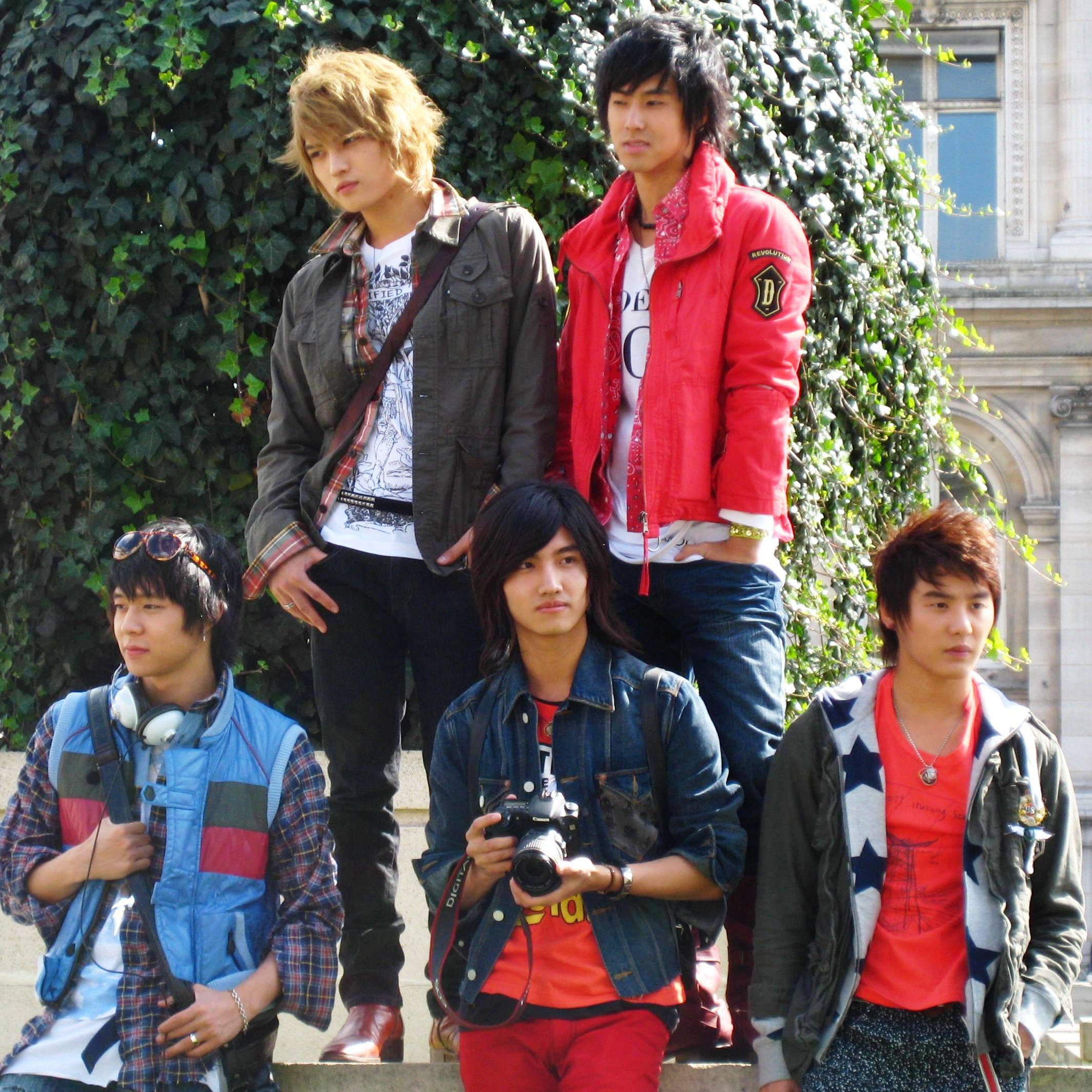
I TVXQ a Parigi nel 2007.

I TVXQ riprendono l'attività in Corea del Sud pubblicando il terzo album "O"-Jung.Ban.Hap. a settembre. Esso debutta in vetta alle classifiche coreane, diventando il disco più venduto dell'anno. Dopo aver pubblicato un altro singolo in Giappone, Miss You/"O"-Sei.Han.Go, la band vince quattro premi in Corea all'M.net KM Music Festival, tra cui Migliore artista dell'anno e Miglior gruppo; ai Seoul Music Award se ne aggiudica altri tre, mentre ai Golden Disc Award "O"-Jung.Ban.Hap. è eletto Album dell'anno.
Nel 2007 i TVXQ tengono il 'O': The 2nd Asia Tour Concert, con sei tappe (Seul, Taipei, Bangkok, Kuala Lumpur, Singapore e Pechino) per 39.000 spettatori. Viene pubblicato a marzo il secondo album giapponese, Five in the Black e il loro decimo singolo Choosey Lover. Da giugno a dicembre esce una serie di cinque singoli: Lovin' You, Summer, Shine/Ride On, Forever Love e Together. Il gruppo collabora anche con la cantante giapponese Koda Kumi per il singolo Last Angel, utilizzato come tema principale dell'edizione giapponese di Resident Evil: Extinction.

### 2008-2009: popolarità in Giappone,Mirotice causa legale
I TVXQ pubblicano, il 16 gennaio 2008, il sedicesimo singolo giapponese Purple Line, che debutta in cima alla Oricon, rendendoli la prima boy band straniera ad avere un singolo al numero uno in Giappone. Subito dopo il gruppo lancia il terzo album giapponese T, che debutta al quarto posto con 52.000 copie. La Rhythm Zone annuncia poi il progetto Trick, e da febbraio a marzo ogni settimana un membro lancia un singolo solista, partendo per un tour del Paese fino a maggio per 150.000 persone. A luglio esce Dōshite Kimi o Suki ni Natte Shimattandarō?, il loro terzo singolo numero uno in Giappone.
In agosto, i TVXQ tornano in Corea per preparare il quarto album coreano, Mirotic. Viene pubblicato il 26 settembre, due giorni dopo il previsto a causa dell'elevato numero di pre-ordini. L'album debutta in cima alle classifiche con più di 110.000 copie in una settimana, segnando un nuovo record, ed è il primo disco a superare il mezzo milione di copie da sei anni a quella parte. A ottobre esce la versione giapponese dell'apripista dell'album, anch'esso intitolato Mirotic, che raggiunge per la quarta volta la vetta della classifica Oricon. Al termine del 2008 sono il primo gruppo coreano invitato al festival di Capodanno Kōhaku Uta Gassen.
Nel gennaio 2009 viene commercializzato il venticinquesimo singolo giapponese, Bolero/Kiss the Baby Sky/Wasurenaide, un'altra hit da prima posizione in classifica. A marzo, all'uscita del singolo Survivor segue il quarto album giapponese, The Secret Code, che debutta al numero due della Oricon. Successivamente viene pubblicato il 27º singolo, Share the World, utilizzato come sigla di apertura per l'anime One Piece. Il quarto tour nazionale giapponese si conclude il 5 luglio con due tappe al Tokyo Dome, rendendoli il primo gruppo coreano a esibirsi nella struttura.
Terminato il tour, Jaejoong, Yoochun e Junsu fanno causa alla SM Entertainment per rescindere il proprio contratto, sostenendo che la durata, pari a tredici anni, sia eccessiva, che gli impegni siano decisi senza consultare il gruppo, e che i profitti siano distribuiti iniquamente. A ottobre il tribunale di Seul emana una misura cautelare contrattuale temporanea e le attività dei TVXQ in Corea vengono interrotte. A novembre Yunho e Changmin dichiarano in una nota congiunta il proprio sostegno alla casa discografica, esortando gli altri membri a risolvere velocemente la contesa se desiderano continuare le loro carriere nel gruppo. I TVXQ rimangono nel frattempo attivi in Giappone sotto la gestione della Rhythm Zone, pubblicando dei nuovi singoli.

### 2010-2011:Best Selection 2010, separazione e ritorno come duo
La band inizia l'anno con il 29° singolo giapponese Break Out!, uscito il 27 gennaio, che vende 256.000 copie durante la prima settimana, battendo dopo 14 anni il record di Elton John per le vendite settimanali più alte per un artista straniero. A febbraio, lancia la raccolta Best Selection 2010, contenente le loro principali hit, mentre a marzo esce Toki o Tomete, il loro ultimo singolo come quintetto.
Il 3 aprile, l'Avex Group annuncia la sospensione delle attività giapponesi dei TVXQ a favore di carriera soliste per ciascuno dei membri. Una settimana dopo, tuttavia, comunica la formazione di una "unità speciale" formata da Jaejoong, Yoochun e Junsu, poi nota come JYJ. La SM Entertainment denuncia quindi i JYJ, insieme alla loro nuova agenzia C-JeS, per violazione dei loro contratti di esclusiva, e il trio risponde facendo causa alla SM per invalidarli.

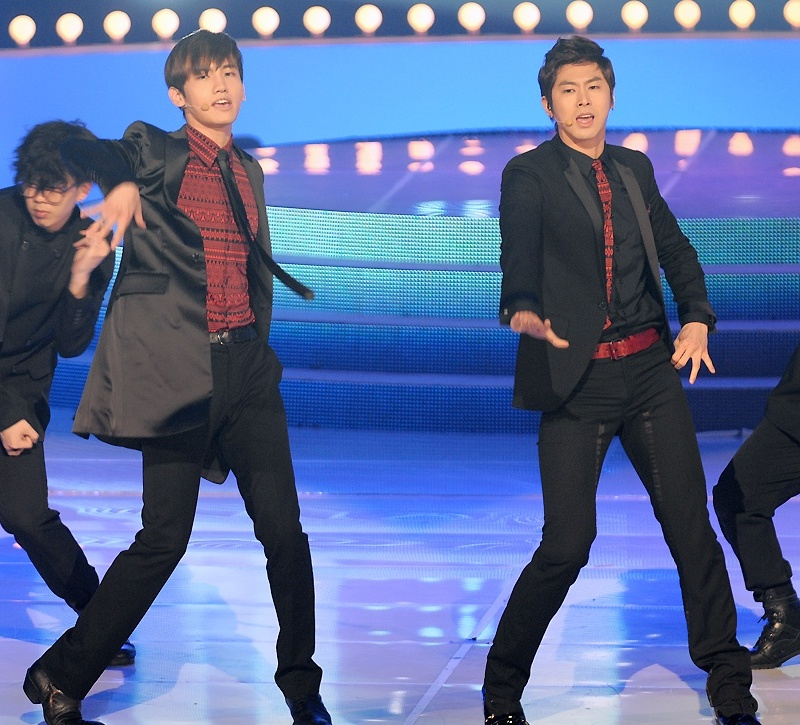
I TVXQ mentre si esibiscono, maggio 2011.

Dopo diversi mesi di inattività, Yunho e Changmin si esibiscono ad agosto alla tappa di Seul dell'SM Town Live '10 World Tour. Intanto vengono cercati dei nuovi membri da aggiungere al gruppo, finché il loro produttore Lee Soo-man non suggerisce che continuino come duo e viene avviata la registrazione di un nuovo album. A settembre l'Avex Group lascia i JYJ citando dei conflitti con la C-JeS e dichiara il proprio sostegno ai restanti membri dei TVXQ, annunciando a novembre che il duo ha firmato con l'etichetta sorella della Rhythm Zone, l'Avex Trax.
Il 5 gennaio 2011, Yunho e Changmin pubblicano l'album coreano Keep Your Head Down, e durante le promozioni parlano per la prima volta della pausa e della separazione del gruppo. Yunho afferma che i JYJ avessero "conflitti eccessivamente profondi" con l'agenzia, e le opinioni dei membri stessi sulla loro carriera fossero diverse e inconciliabili, mentre Changmin esprime delusione per l'atmosfera che si era venuta a creare in occasione della loro ultima esibizione. I JYJ rispondono affermando di non pentirsi di aver lasciato la SM Entertainment. Contemporaneamente alcuni media sostengono che i testi di Keep Your Head Down siano un insulto diretto agli ex-compagni; i TVXQ negano, specificando che si tratta del messaggio di un uomo alla donna che l'ha lasciato, e che può essere interpretato in modi diversi in base all'ascoltatore.
A luglio esce il singolo giapponese Superstar e per due mesi partecipano alla serie di concerti estivi A-Nation della Avex in giro per il Paese, pubblicando l'album Tone il 28 settembre e vendendone 250.000 copie in una settimana, un nuovo record di vendita per un artista straniero in Giappone. Il 23 ottobre si esibiscono con altri artisti della SM al concerto di gruppo a Madison Square Garden, ricevendo attenzione mediatica internazionale, poi partecipano alla raccolta natalizia 2011 Winter SMTown – The Warmest Gift eseguendo Sleigh Ride.

### 2012-2013: ulteriore successo in Giappone
A gennaio il duo comincia il Tone Tour in Giappone, che fa il tutto esaurito in pochi minuti. Con ventinove spettacoli in nove città, raggiunge 550.000 persone, un pubblico più che doppio rispetto al tour del 2009 The Secret Code, con tre concerti consecutivi al Tokyo Dome. Con l'uscita del singolo Still a marzo, i TVXQ sono i primi artisti stranieri ad ottenere dieci hit da primo posto in Giappone, e a luglio superano i 3 milioni di copie vendute dal giorno del debutto, il totale più alto per un non giapponese.

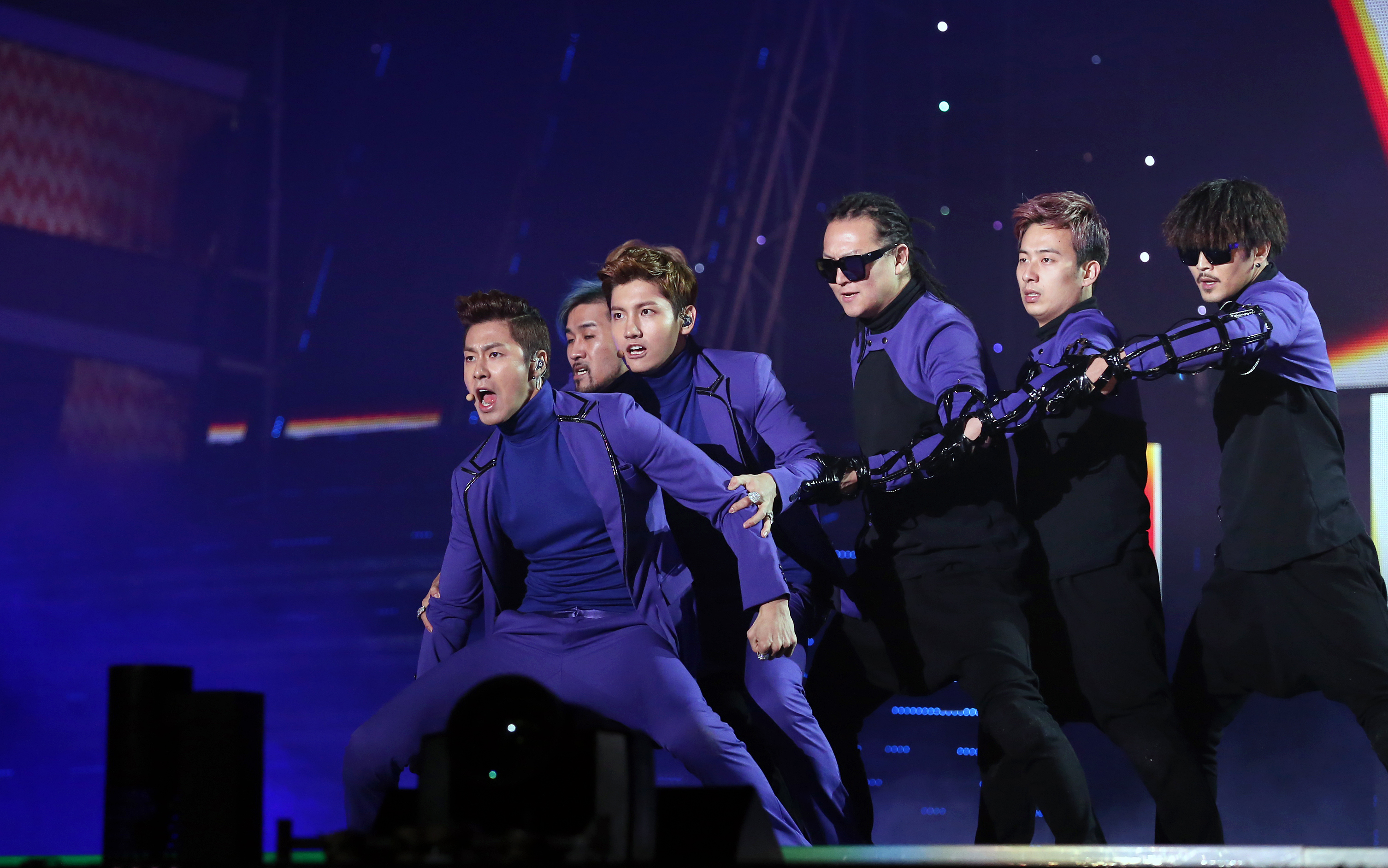
I TVXQ mentre eseguono Catch Me al K-pop World Festival 2012.

Tornano in Corea a settembre per pubblicare il sesto album coreano Catch Me. Il 28 novembre, la SM Entertainment e i JYJ abbandonano le cause legali intentate l'una contro gli altri, raggiungendo un accordo dopo tre anni di disputa. Le parti concordano di non interferire più nelle rispettive attività, e viene riconosciuto che il contratto dei JYJ con l'etichetta fosse terminato nel luglio 2009.
Il 6 marzo 2013 esce il sesto album giapponese Time, e il suo singolo di traino Catch Me -If You Wanna- vende più di 137.000 copie, facendo apparire il gruppo in vetta alla classifica settimanale Oricon per la dodicesima volta. Quello stesso mese partecipano all'album tributo dei TRF per il ventesimo anniversario della band, cantando una cover di survival dAnce ~no no cry more~.
L'album Time viene promosso da un tour giapponese che stabilisce diversi primati: sono il primo artista K-pop e il quarto straniero ad imbarcarsi in una tournée per cinque stadi, e i primi stranieri ad esibirsi al Nissan Stadium in un concerto dedicato. Con un pubblico record di 850.000 persone, il tour incassa 90 milioni di dollari statunitensi.
Il 26 e il 27 dicembre, il duo tiene due concerti intitolati Time Slip al Korea International Exhibition Center nel distretto di Ilsanseo, Goyang, per festeggiare i dieci anni di carriera.

### 2014-oggi: decimo anniversario, servizio militare e ritorno
Promosso come album per il decimo anniversario del gruppo, Tense esce il 6 gennaio 2014, diventando il disco più venduto del mese in Corea. Recensito positivamente dalla critica, è considerato la loro opera migliore fino a quel momento. Una riedizione estesa intitolata Spellbound viene pubblicata il 27 febbraio, mentre il 5 marzo è la volta dell'album giapponese Tree, con il quale diventano la prima band straniera a superare con tre dischi di fila le 200.000 copie vendute in una settimana. Il Tree: Live Tour 2014 riunisce 600.000 spettatori tra aprile e giugno. In agosto il duo annuncia il secondo tour in cinque stadi giapponesi entro la fine dell'anno, e per l'occasione pubblica l'album With il 17 dicembre. Nove giorni dopo, vengono esposte presso Madame Tussauds Shanghai le loro statue di cera.
Il 20 luglio 2015 viene pubblicato l'album Rise as God in vista della pausa del duo per la leva militare obbligatoria. Il giorno seguente Yunho si arruola nelle forze armate coreane, mentre Changmin entra nella polizia militare il 19 novembre. Vengono congedati con onore nel 2017, rispettivamente il 20 aprile e il 18 agosto. Tra il 30 settembre e il 15 ottobre i TVXQ tengono tre concerti a Seul e Macao, mentre il 25 ottobre esce in Giappone la raccolta Fine Collection ~Begin Again~, promossa da un tour omonimo negli stadi del Paese tra novembre e gennaio 2018 che vende un milione di biglietti. Reboot, il loro primo singolo giapponese dopo la pausa, esce il 20 dicembre 2017 e debutta in seconda posizione. Tornati in Corea, i TVXQ pubblicano l'ottavo album New Chapter #1: The Chance of Love il 28 marzo 2018, promosso dal Circle #welcome Tour che inizia il 5 e il 6 maggio al Jamsil Supplementary Stadium della capitale coreana. A settembre, il nono album giapponese Tomorrow si posiziona al primo posto nelle classifiche, ed è sostenuto da una tournée nazionale che dura fino a gennaio, con trentatré spettacoli. Il 26 dicembre viene pubblicato l'EP New Chapter #2: The Truth of Love; definito una "uscita speciale", non viene promosso, ma debutta comunque al secondo posto della Gaon Chart.
Per celebrare i quindici anni di carriera, il 16 ottobre 2019 il duo pubblica XV, il decimo album giapponese che diventa la loro ottava numero uno nelle classifiche dell'arcipelago. Il 24 maggio 2020 partecipano al concerto online Beyond LIVE organizzato da SM Entertainment e Naver.

## Stile musicale

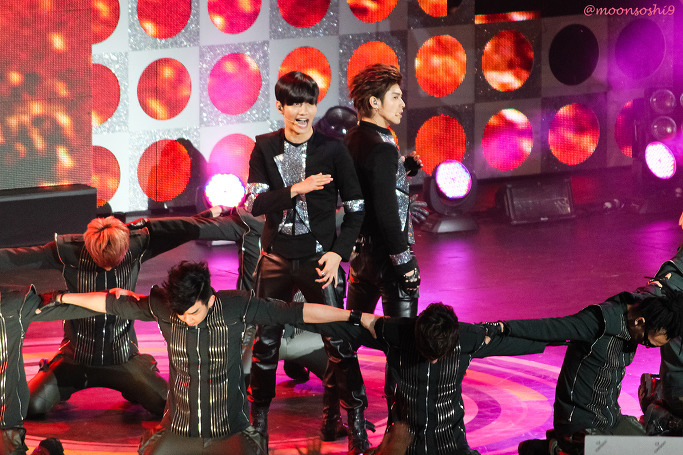
I TVXQ sul palco del concerto SMTown LA and Korean Music Wave nel 2015.

I TVXQ identificano i loro singoli con la sigla "SMP" (SM Music Performance), un presunto genere sperimentale creato dalla SM Entertainment e caratterizzato da dinamici passi di danza su una musica che fonde pop orchestrale, rock, hip hop e contemporary R&B, completata da armonie vocaliche e acuti. Molti dei loro testi contengono commenti oscuri alla società.
Il gruppo pubblica sistematicamente canzoni dance pop e ballate contemporary R&B, oltre che versioni a cappella dei suoi pezzi, ma lo stile musicale si è evoluto nel corso degli anni. Nei primi due album, i TVXQ hanno esplorato il rap rock e facendolo hanno collaborato con la rock band TraxX, mentre nel quarto album coreano Mirotic (2008) si sono dedicati all'urban e all'elettropop. L'album per il decimo anniversario, Tense (2014), ha utilizzato generi più acustici come l'adult contemporary pop.
Le coreografie dei TVXQ sono state definite "intense e potenti", mentre le loro esibizioni sul palco "ingegnose" e "accattivanti", e Yunho e Changmin sono stati lodati per la stabilità e la resistenza durante i concerti live, a volte della durata di oltre tre ore.

## Controversie

### Testi diMirotic
Nel novembre 2008, la Commissione Coreana per la Protezione della Gioventù stabilì che Mirotic fosse dannosa per i giovani, dichiarando che i testi fossero provocatori e contenessero troppi elementi sessuali. Come risultato, sull'album venne apposto un adesivo che indicava che non era appropriato per persone al di sotto dei 19 anni, mentre le reti televisive avrebbero dovuto trasmettere ogni performance della canzone dopo le 22. La SM Entertainment accettò di realizzare una versione pulita del pezzo, cambiando "I got you" in "I chose you" e "I got you under my skin" in "I got you under my sky", ma presentò anche un'ingiunzione per far revocare la decisione della commissione. Nel marzo 2009, il tribunale amministrativo di Seul si espresse a favore della casa discografica, affermando che, sebbene alcuni versi potessero implicare atti sessuali, non li descrivevano graficamente, né dipingevano le donne come oggetti sessuali. La Commissione per la Protezione della Gioventù annunciò che avrebbe fatto ricorso dopo una riunione di emergenza, ritenendo che la frase "I got you under my skin" fosse inappropriata per i minori.

### Causa legale contro la SM Entertainment
Il 31 luglio 2009, tre dei membri – Hero Jaejoong, Micky Yoochun e Xiah Junsu – presentarono una richiesta al Tribunale del Distretto Centrale di Seul per determinare la validità del loro contratto con la SM Entertainment. Attraverso i loro avvocati, il trio affermò che il contratto di 13 anni fosse eccessivamente lungo, che gli impegni lavorativi venissero presi senza consultare i membri, che alcune clausole fossero state ampliate e modificate senza il loro consenso, e che i guadagni del gruppo non fossero equamente distribuiti fra i membri. La penale per la risoluzione anticipata sarebbe costata alla band il doppio dei guadagni stimati non percepiti dalla SM Entertainment nel periodo restante del contratto. La notizia della causa fece crollare il prezzo dell'agenzia del 10%.
Il Tribunale del Distretto Centrale di Seul accordò ai tre membri delle misure cautelari contrattuali a ottobre, affermando che la casa di produzione non poteva interferire nelle loro attività individuali, mettendo così in pausa le attività dei TVXQ in Corea del Sud. I membri affermarono inoltre che il contratto fosse iniquo, e di essere stati esclusi da una distribuzione adeguata dei profitti. In risposta, la SM Entertainment organizzò una conferenza stampa sostenendo che la vera causa scatenante della diatriba non fosse se i contratti fossero ingiusti o se violassero i diritti umani, ma l'avidità dei tre membri, che volevano lavorare con la ditta di cosmetici CreBeau senza essere legati dalla clausola di esclusività con la SM. La casa discografica denunciò CreBeau per contravvenzioni minori, tuttavia tale accusa non fu mai portata davanti al giudice per insufficienza di prove. I tre membri risposero che speravano che la SM Entertainment rispettasse la decisione del tribunale.
Reagendo alla causa legale, 120.000 fan dei TVXQ presentarono una petizione al Tribunale del Distretto di Seul contro i contratti a lungo termine della SM Entertainment, e il fan club coreano chiese all'agenzia il risarcimento dei biglietti per l'SM Town Live Concert, perché sia la SM che i TVXQ avevano inizialmente affermato che sarebbe andato avanti come previsto, per poi annullarlo una settimana prima della data programmata.
Il 17 febbraio 2011, il Tribunale del Distretto Centrale di Seul respinse l'ingiunzione che la SM aveva presentato contro i tre membri nell'aprile 2010 per ottenere il risarcimento dei danni. Nel settembre 2012, la decisione finale sul caso venne posticipata indefinitamente per procedere alla mediazione sotto l'autorità del dipartimento di giustizia.
Il caso giunse a conclusione il 28 novembre 2012, quando la SM Entertainment e i tre membri – che nel frattempo avevano formato il trio dei JYJ – concordarono di ritirare le cause legali intentate l'una contro gli altri, accettando di non interferire nelle rispettive attività e riconoscendo che il contratto con l'etichetta fosse terminato nel luglio 2009. Un portavoce della SM dichiarò: "Abbiamo giudicato che non dobbiamo più gestire i tre membri dei JYJ giacché hanno espresso l'intenzione di non continuare le loro attività come TVXQ"; aggiunse che avevano deciso di concludere il contenzioso "per evitare di causare ulteriore danno a U-Know Yunho e Max Changmin, che sono attivi come TVXQ, e sollevare altri problemi inutili".

## Formazione
Formazione attuale
- U-Know Yunho (윤호) – voce (2003-presente)
- Max Changmin (창민)– voce (2003-presente)

Ex componenti
- Hero Jaejoong (재중) – voce (2003-2009)
- Micky Yoochun (유천) – voce (2003-2009)
- Xiah Junsu (준수) – voce (2003-2009)

## Discografia

### In coreano

#### Album in studio
- 2004 – Tri-Angle
- 2005 – Rising Sun
- 2006 – "O"-Jung.Ban.Hap
- 2008 – Mirotic
- 2011 – Keep Your Head Down
- 2012 – Catch Me
- 2014 – Tense
- 2015 – Rise as God
- 2018 – New Chapter #1: The Chance of Love
- 2023 – 20&2

#### Album live
- 2006 – The 1st Live Concert Album: Rising Sun
- 2007 – The 2nd Asia Tour Concert Album "O"
- 2009 – The 3rd Asia Tour Concert Mirotic
- 2014 – The 4th World Tour "Catch Me" Live Album

#### EP
- 2004 – The Christmas Gift from TVXQ
- 2018 – New Chapter #2: The Truth of Love

### In giapponese

#### Album in studio
- 2006 – Heart, Mind and Soul
- 2007 – Five in the Black
- 2008 – T
- 2009 – The Secret Code
- 2011 – Tone
- 2013 – Time
- 2014 – Tree
- 2014 – With
- 2018 – Tomorrow
- 2019 – XV

#### Album live
- 2010 – Tohoshinki Live CD Collection ~Heart, Mind and Soul~
- 2010 – Tohoshinki Live CD Collection ~Five in the Black in Nippon Budokan 1 Nichime~
- 2010– Tohoshinki Live CD Collection ~T~
- 2010 – Tohoshinki Live CD Collection ~The Secret Code~ Final in Tokyo Dome
- 2013 – Tohoshinki Live Tour 2013 ~Time~ in Nissan Stadium

#### Raccolte
- 2010 – Best Selection 2010
- 2010 – Complete Single A-Side Collection
- 2010 – Single B-Side Collection
- 2017 – Fine Collection: Begin Again

## Programmi televisivi

### Programmi televisivi
- Knowing Bros (아는 형님) - programma televisivo, episodio 97 (2017)
- The Return of Superman (슈퍼맨이 돌아왔다) - programma televisivo, episodio 224 (2018)

### Concerti Online
| Data       | Concerti Online                                                               |
| ---------- | ----------------------------------------------------------------------------- |
| 28.08.2020 | Beyond LIVE - TVXQ! : Beyond the T VOD Start!                                 |
| 06.10.2020 | TikTok Stage Voice On                                                         |
| 2020       | Beyond LIVE - 2020 TVXQ! ONLINE FANMEETING 동(冬),방(房),신기 with Cassiopeia |
| 2020       | SMTOWN LIVE “Culture Humanity”                                                |

## Tournée
Tour internazionali
- 2006 – Rising Sun: 1st Asia Tour
- 2007/08 – "O": 2nd Asia Tour
- 2009 – Mirotic: 3rd Asia Tour
- 2012/13 – Catch Me: Live World Tour
- 2014/15 – Tistory: Special Live Tour
- 2018/19 – Circle Tour

Tour del Giappone
- 2006 – Heart, Mind and Soul: Live Tour
- 2007 – Five in the Black: Live Tour
- 2008 – T: Live Tour
- 2009 – The Secret Code: Live Tour
- 2012 – Tone: Live Tour
- 2013 – Time: Live Tour
- 2014 – Tree: Live Tour
- 2015 – With: Live Tour
- 2017/18 – Begin Again: Live Tour
- 2018/19 – Tomorrow: Live Tour
- 2019/20 – XV: Live Tour

Tour congiunti
- 2008/09 – SM Town Live '08
- 2010/11 – SM Town Live '10 World Tour
- 2012/13 – SM Town Live World Tour III
- 2014/15 – SM Town Live World Tour IV
- 2018 – SM Town Live World Tour VI